# John Nevill, 3. Baron Latymer
John Nevill, 3. Baron Latymer (auch Neville, * 17. November 1493; † 2. März 1543 in London) war ein englischer Adliger und Politiker.

## Leben
Er war der älteste Sohn des Richard Nevill, 2. Baron Latymer und der Anne Stafford, Tochter des Sir Humphrey Stafford. Über seine Ururgroßmutter, Joan Beaufort, Enkelin König Eduards III., war er entfernt mit dem englischen Königshaus verwandt.
Er wurde ein Mitglied der Gentlemen Pensioners, der Leibgarde König Heinrichs VIII., begleitete diesen 1513 auf seinen Feldzug nach Frankreich, nahm an der Schlacht bei Guinegate teil und wurde nach der Eroberung von Tournai zum Knight Bachelor geschlagen. 1529 wurde er als Knight of the Shire für Yorkshire ins englische House of Commons gewählt. Als 1530 sein Vater starb, erbte er dessen Adelstitel als Baron Latymer und dessen Besitzungen, insbesondere Snape Castle in North Yorkshire und Wyhe in Worcestershire. Als Baron Latymer wurde er Mitglied des House of Lords und schied aus dem House of Commons aus.
Er war ein konservativer Mann und streng katholisch. Er blieb weiter Anhänger des alten Glauben, als sich Heinrich VIII. von Rom löste und sich selbst zum Oberhaupt der Kirche von England machte. Dadurch kam Latymer in einen Interessenkonflikt zwischen seiner Loyalität zum König und seinen religiösen Überzeugungen. Angeblich mehr oder weniger von Robert Aske, dem Anführer des katholisch gebliebenen Norden Englands, gezwungen, schloss er sich der Rebellion des Nordens gegen die Kirchenpolitik des Königs an und nahm an der sogenannten Pilgrimage of Grace teil. Nach der Niederschlagung der Rebellion geriet er in Gefangenschaft der Königlichen und wurde wegen Hochverrats angeklagt. Er verteidigte sich damit, zur Teilnahme am Aufstand gezwungen worden zu sein, und sich im November 1536 als einer der Verhandlungsführer der Rebellen mit den königlichen Heerführern für einen Ausgleich zwischen den Parteien eingesetzt hatte. Während fast alle überlebenden Rebellen hingerichtet wurden, gelang es Latymer, auch dank der Fürsprache der Verwandten seiner dritten Gattin, vom König begnadigt zu werden. Am Aufstand des Francis Bigod, 1537, beteiligte er sich nicht.
1537 verkaufte er seinen Stadtsitz Latimer House in London und 1538 zwei Anwesen in Buckinghamshire und erwarb vom Erlös Nun Monkton im Borough of Harrogate und weitere Güter in Yorkshire. Nachdem 1541 ein offener Krieg gegen Schottland ausbrach, beteiligte er sich an der Bekämpfung schottischer Überfälle auf englisches Gebiet und fungierte im Sommer 1542 als Berater des englischen Oberbefehlshabers im Grenzgebiet Thomas Manners, 1. Earl of Rutland. Die Kampfhandlungen gipfelten im November 1542 in der Schlacht von Solway Moss.
Als er 1543 zu einer Sitzung des House of Lords in London angereist war, starb er im Alter von 49 Jahren und wurde in der St Paul’s Cathedral bestattet.

## Ehen und Nachkommen
Er war dreimal verheiratet. In erster Ehe heiratete er spätestens 1520 Dorothea de Vere († 1527), Tochter des Sir George de Vere († 1503), Schwester des John de Vere, 14. Earl of Oxford. Mit ihr hatte er mindestens zwei Kinder:
- John Nevill, 4. Baron Latymer (um 1520–1577), sein Erbe;
- Margaret Neville (vor 1526–nach 1542).

In zweiter Ehe heiratete er 1528 Elizabeth Musgrave, Tochter des Sir Edward Musgrave. Die Ehe blieb kinderlos.
In dritter Ehe heiratete er 1533 Catherine Parr (1512–1548), Witwe des Sir Edward Burgh, Tochter des Sir Thomas Parr of Kendal. Die Ehe blieb ebenfalls kinderlos. Nach Nevills Tod heiratete sie 1543 als dessen sechste und letzte Gattin König Heinrichs VIII.